# Френи Шнајдер
Верена „Френи“ Шнајдер је бивша швајцарска алпска скијашица. Трострука је победница у укупном поретку Светског купа, олимпијска и светска шампионка. Једна је од најуспешнијих алпских скијашица у историји Светског купа, у ком је забележила 55 победа. Испред ње су по броју победа у Светском купу само Микејла Шифрин, Анемари Мозер-Прел и Линдси Вон. У сезони 1988/89. остварила је 14 победа, резултат који је надмашила Микејла Шифрин у сезони 2018/19..

## Биографија
Почела је да скија са четири године. Ускоро је показала свој таленат побеђујући у тркама своје вршњаке али и знатно старије такмичаре. Као шеснаестогодишњакиња остала је без мајке, па је заједно са своја браћом и сестрама морала да се самостално брине о домаћинству.
У Светском купу је дебитовала 14. децембра 1984. у Мадони ди Кампиљо у слаломској трци. Трку је завршила на деветом месу и на тај начин освојила своје прве бодове. Три дана касније у Санта Катерини победила је у велеслалому, што је била њена прва победа у Светском купу. На Светском првенству 1985. у Бормију је важила за фаворита али јој је најбољи пласман било дванаесто место.
У сезони 1985/86. остварила је три победе у велеслалому и мали кристални глобус у истој дисциплини. Поред тога по први пут се пласирала међу прве три у супервелеслалому и слалому. Наредне сезоне остварује прву победу у слалому, који ће јој у наредним годинама постати омиљена дисциплина. И сезони 1986/87. наставља своју доминацију у велеслалому. На крају сезоне је поделила мали кристални глобус у овој дисциплини са Маријом Вализер. Исте сезоне на Светском првенству у Кран Монтани освојила је златну медаљу у велеслалому.
Сезона 1987/88. је била веома успешна за Френи Шнајдер, не толико у Светском купу колико на Зимским олимпијским играма у Калгарију на којима је освојила златне медаље у слалому и велеслалому. Крајем сезоне доживела је тешку повреду у Аспену. Те године је изабрана за спортисткињу године у Швајцарској.
Сезона 1988/89. јој је била најуспешнија у каријери. Остварила је победа у шест од седам велеслаломских трка, у свих седам трка у слалому, као и у једином такмичењу у комбинацији које је одржано те сезоне. Тако је надмашила рекорд Ингемара Стенмарка од 13 победа у једној сезони, треба рећи и да није била поражена у једанаест узастопних трка. Једини пораз у слалому је доживела од Матеје Свет на Светском првенству у Вејлу. На истом такмичењу поновила је успех из Кран Монтане и освојила злато у велеслалому.
Пет победа у слалому обезбедило јој је поново мали кристални глобус. Занимљиво је да те сезоне није остварила ниједну победу у велеслалому, по први пут од 1984.
Сезону 1990/91. је завршила се две победе у велеслалому и једном победом у слалому. На Светском првенству 1991. у Залбах-Хинтерглему освојила је златну медаљу у слалому и бронзану у комбинацији. 
Пред Зимске олимпијске игре 1992. у Албервилу Френи Шнајдер је убрајана међу фаворите. Међутим, у велеслалому је била дисквалификована док је у слалому била тек седма.
У сезони 1992/93. остваривала је веома променљиве резултате а разлог томе су били болови у леђима. У слалому је освојила мали кристални глобус али је на Светском првенству 1993. у Мориоки остала без пласмана и слалому и у велеслалому.
Сезона 1993/94. је поново протекла у знаку доминације Френи Шнајдер. Иако у велеслалому није остварила ниједну победу, у слалому је била седам пута најбржа и два пута друга на десет трка. Захваљујући солидним резултатима у спусту и супервелеслалому била је по други пут најбоља у укупном поретку Светског купа. На Зимским олимпијским играма у Лилехамеру освојила је злато у слалому, сребро у комбинацији и бронзу у велеслалому.
Сезона 1994/95. је била последња у каријери Френи Шнајдер. Те сезоне остварила је четири победе у слалому и пет подијума у велеслалому. Одлука о победници у укупном поретку Светског купа је одлучена на последњој трци сезоне у којој је Шнајдерова тријумфовала и тако са само шест бодова предности освојила велики кристални глобус испред Катје Зајцингер.

## Освојени кристални глобуси
| Сезона | Дисциплина |
| ------ | ---------- |
| 1986.  | Велеслалом |
| 1987.  | Велеслалом |
| 1989.  | Укупно     |
| 1989.  | Велеслалом |
| 1989.  | Слалом     |
| 1990   | Слалом     |
| 1991.  | Велеслалом |
| 1992.  | Слалом     |
| 1993.  | Слалом     |
| 1994.  | Укупно     |
| 1994.  | Слалом     |
| 1995.  | Укупно     |
| 1995.  | Велеслалом |
| 1995.  | Слалом     |

## Победе у Светском купу
55 победа (20 у велеслалому, 34 у слалому и 1 у комбинацији)
Слалом
| Датум              | Место                  |
| ------------------ | ---------------------- |
| 17. децембар 1986. | Курмајор               |
| 14. фебруар 1987.  | Сен Жерве Ле Бен       |
| 24. јануар 1988.   | Бад Гаштајн            |
| 16. децембар 1988. | Алтенмаркт у Понгауу   |
| 20. децембар 1988. | Курмајор               |
| 3. јануар 1989.    | Марибор                |
| 8. јануар 1989.    | Мелау                  |
| 15. јануар 1989.   | Гринделвалд            |
| 3. март 1989.      | Фурано                 |
| 10. март 1989.     | Шигакоген              |
| 25. новембар 1989. | Парк Сити              |
| 6. јануар 1990.    | Пјанкавало             |
| 9. јануар 1990.    | Хинтерштодер           |
| 21. јануар 1990.   | Марибор                |
| 18. март 1990.     | Оре                    |
| 11. март 1991.     | Лејк Луиз              |
| 30. новембар 1991. | Лех на Арлбергу        |
| 18. јануар 1992.   | Марибор                |
| 29. фебруар 1992.  | Нарвик                 |
| 6. јануар 1993.    | Марибор                |
| 17. јануар 1993.   | Кортина д'Ампецо       |
| 19. март 1993.     | Вемдален               |
| 28. март 1993.     | Оре                    |
| 28. новембар 1993. | Санта Катерина         |
| 19. децембар 1993. | Санкт Антон ам Арлберг |
| 9. јануар 1994.    | Алтенмаркт у Понгауу   |
| 23. јануар 1994.   | Марибор                |
| 5. фебруар 1994.   | Сијера Невада          |
| 10. март 1994.     | Мамот Маунтин          |
| 20. март 1994.     | Вејл                   |
| 27. новембар 1994. | Парк Сити              |
| 18. децембар 1994. | Сестријере             |
| 26. фебруар 1995.  | Марибор                |
| 19. март 1995.     | Бормио                 |

Велеслалом
| Датум              | Место             |
| ------------------ | ----------------- |
| 17. децембар 1984. | Санта Катерина    |
| 17. март 1985.     | Вотервил Вали     |
| 6. јануар 1986.    | Марибор           |
| 19. јануар 1986.   | Оберштауфен       |
| 20. март 1986.     | Вотервил Вали     |
| 6. децембар 1986.  | Вотервил Вали     |
| 5. јануар 1987.    | Салбах-Хинтерглем |
| 13. фебруар 1987.  | Межев             |
| 22. март 1987.     | Сарајево          |
| 5. јануар 1988.    | Тињ               |
| 28. новембар 1988. | Ле Менуир         |
| 18. децембар 1988. | Вал Цолдана       |
| 6. јануар 1989.    | Шварценберг       |
| 7. јануар 1989.    | Шварценберг       |
| 21. јануар 1989.   | Тињ               |
| 8. март 1989.      | Шигакоген         |
| 11. јануар 1991.   | Крањска Гора      |
| 17. март 1991.     | Вејл              |
| 8. децембар 1991.  | Санта Катерина    |
| 5. јануар 1992.    | Оберштауфен       |

Комбинација
| Датум              | Трка                 |
| ------------------ | -------------------- |
| 16. децембар 1988. | Алтенмаркт у Понгауу |